# ثوبة (السوم)

تعديل مصدري - تعديل

ثوبة هي إحدى قرى عزلة السوم بمديرية السوم التابعة لمحافظة حضرموت، بلغ تعداد سكانها 136 نسمة حسب تعداد اليمن لعام 2004.